# Put It Down To Experience
Put It Down To Experience es un álbum publicado por la banda británica Darling.

## Canciones
1. Do Ya Wanna
2. Voice On The Radio
3. Precious Cargo
4. Dream Street
5. Save Me
6. The Word Is Out
7. Stuck On You
8. Tip Of My Tongue
9. Storm Warning
10. Slot Machine

## Personal
- Mick Howard - Bajo.
- Hal Lindes - Guitarra.
- Alice Springs - Voz.
- Paul Varley - Percusión.

## Equipo técnico
- Rob Freeman - Mezclas.
- Richard Gottehrer - Productor.
- Rod O'Brien - Ingeniero.
- Thom Panunzio - Ingeniero.

- Datos: Q6093451